# Anamizu
Anamizu (穴水町?) è una cittadina giapponese della prefettura di Ishikawa.